# Ugyen Dorji

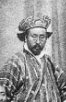
Ugyen Dorji, 1906

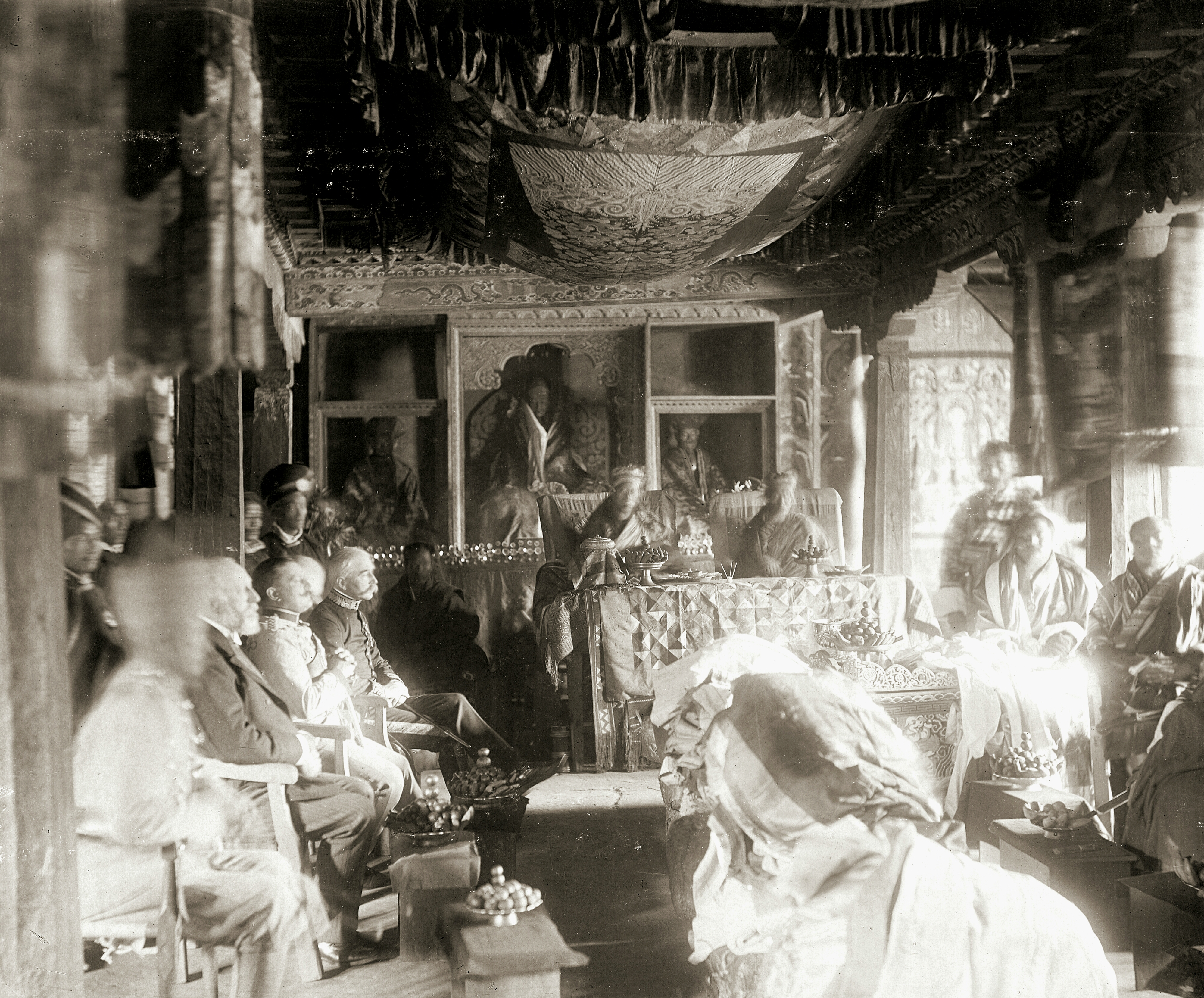
Kazi Ugyen rechter Hand, während Ugyen Wangchuck den Orden Knight Commander des Order of the British Empire erhält. Punakha Dzong, 1905

Ugyen Dorji (bhutanisch ཨོ་རྒྱན་རྡོ་རྗེ་ Wylie o rgyan rdo rje, geb. 1855; gest. 22. Juni 1916) war ein einflussreicher Politiker von Bhutan und Mitglied der Elite-Familie der Dorji (རྡོ་རྗེ་ Wylie Rdo-rje). Er war der wichtigste Ratgeber von Ugyen Wangchuck, dem 12. Penlop von Trongsa und späteren ersten Druk Gyalpo. Ugyen Dorjis Einfluss bewirkte, dass der Penlop die Briten in ihrem Tibetfeldzug 1904 unterstützte und dadurch wieder freundschaftliche Beziehungen mit den Briten nach dem Bhutankrieg (1864–1865) aufgenommen wurden. Er agierte vom Bhutan House in Kalimpong, Indien und nutzte seine Position, um Bhutan für die Außenwelt zu öffnen. Unter anderem begründete er Bhutans internationale Beziehungen und führte einen lukrativen Handelsposten.

## Familie
Ugyen Dorji war ein Sohn von Dasho Sharpa Puchung, einem Dzongpon, und von Thinley Pem, einer Dame aus dem Gewog Tsento im Distrikt Paro.
Seine Schwester war Ayi Thubten Wangmo.
Ugyen Dorjis Sohn Sonam Topgay Dorji wurde 1896 geboren. Seine Nachkommen führten die politische Macht von Ugyen Dorji weiter, unter anderem, indem sie in das königliche Haus House of Wangchuck einheirateten.

## Leben
Ugyen Dorji diente als Kazi von 1902 bis 1907 unter Ugyen Wangchuck und später zugleich als Penlop (Gouverneur) von Haa, Gongzim (Chief Minister) und Deb Zimpon (Chief Secretary, 1907–1916) unter der königlichen Regierung in der Zeit ihrer Konsolidierung. Ugyen Dorji erwarb zunehmend Macht durch seine Verbindungen sowohl mit dem erfolgreichen Haus Wangchuck, als auch mit dem Britischen Weltreich. Als Kazi hatte Dorji den zukünftigen ersten König dazu ermutigt zwischen den Briten und den Tibetern zu vermitteln, und später auch, die großflächige Ansiedlung von Nepalis in Bhutan zu erlauben, woraus freundschaftliche Bande mit Britisch-Indien erwuchsen.
1910 griff der Sikkim Political Officer und Tibetologe Sir Charles Alfred Bell Bhutan an und ließ den Vertrag von Punakha und andere Vereinbarungen durchsetzen, wodurch Land in Motithang (Thimphu) und eine Hill Station (Festung) zwischen Chukha und Thimphu den Briten zugesprochen wurden. Dafür wurde ein Teil von Kalimpong an Bhutan abgetreten und die jährlichen Subventionen von Britannien an Bhutan verdoppelt. Das Land rund um das Kalimpong Estate war am Ende des Bhutankrieges bereits von Bhutan an Britisch-Indien angeschlossen worden, als Bedingung für den Vertrag von Sinchula 1865.
Kazi Ugyen Dorji ließ das Land besiedeln und zog seinen Vorteil aus den lukrativen Handelsrouten durch Kalimpong. 1898 hatte er die Rolle eines Handelsagenten und Mediators zwischen dem Britischen Empire und Tibet übernommen. Das Anwesen, welches über gut ausgestattete Ställe verfügte, trug wesentlich zur Entwicklung der Gemeinschaft und zum Handel in Kalimpong bei. Von seinem Anwesen in Kalimpong (British Raj), führte Wangchuck das Bhutan House. Er ließ das Gelände von Chogley Yeshey Ngodrup bei seiner Rückkehr von einer Pilgerfahrt nach Bodhgaya weihen.
1912 verbrachte der 13. Dalai Lama, Thubten Gyatsho, drei Monate im neu erbauten Bhutan House. Er war Gast von Raja Kazi Ugyen Dorji und dessen Schwester Ayi Thubten Wongmo. Bhutan House war wohl speziell für den Dalai Lama erbaut worden. Der Dalai Lama bezeichnete Bhutan House als Migyur Ngona Phodrang („Palast der unwandelbaren Freude“) und schenkte dem Haushalt mehrere Altäre und geweihte Statuetten, sowie zahlreiche wertvolle religiöse und säkulare Gewänder. Als der Dalai Lama nach Tibet zurückgekehrt war, sandte er eine große vergoldete Bronzestatue von sich für den zugehörigen Lhakhang, welchen er als Dechen Gatsal („Fröhlicher Garten der Großen Wonne“) bezeichnete. Im Gegenzug hatte der Haushalt dem Dalai Lama Silber geschenkt, welches für die Produktion einer Statue des tausendarmigen und tausendäugigen Avalokiteshvara (Chenrezi Chatong Chentong) in Lhasa, welche der Dalai Lama hatte anfertigen lassen. Nach dem Tod seines Gastgebers schenkte der Dalai Lama der Familie Dorji ein kashog (Offizielles Schreiben), geschrieben auf gelber Seide und gesiegelt mit seinem Mahamudra (Großsiegel); in diesem kashog drückte der dalai Lama seine Dankbarkeit für die Gastfreundschaft aus, die er im Bhutan House erfahren hatte und für die Bemühungen der Familie  Dorji dem tibetischen Volk zu helfen. Aufgrund dieser Verbindung ist Bhutan House bei Tibetern noch immer als Migyur Ngonga Phodrang bekannt.

## Ehrungen
Ugyen Dorji wurde von der britischen Regierung der Personaladelstitel Rao Bahadur verliehen (1. Januar 1907) und er wurde zum Raja ernannt (11. Dezember 1911).
Zwei Mal erhielt er die Delhi Durbar Medal in Silber (1. Januar 1903, 12. Dezember 1911), sowie die Ugyen Wangchuck Medal 1st class (17. November 1909).

## Tod
Ugyen Dorji starb in Bhutan House am 22. Juni 1916.